# 잭 애커
재키 딜레인 애커(영어: Jackie Delane Aker, 1940년 7월 13일~)은 미국의 프로 야구 선수이다. 1964년부터 1974년까지 메이저 리그 베이스볼(MLB)의 캔자스시티/오클랜드 애슬레틱스(1964~68), 시애틀 파일럿츠(1969), 뉴욕 양키스(1969~72), 시카고 컵스(1972~73), 애틀랜타 브레이브스(1974), 뉴욕 메츠(1974)에서 구원 투수로 뛰었다. 사이드암 싱커볼러였다.
메이저 리그 통산 11시즌 동안 47승 45패, 404탈삼진, 평균자책점 3.28, 123세이브를 기록했다.

## 야구 경력
1959년에 캔자스시티 애슬레틱스와 외야수로 계약을 맺고 프로 첫해 네브래스카 스테이트 리그에서 뛰며 도루 부문 1위에 올랐지만, 다음해 투수로 전향했다. 1964년 5월 3일에 애슬레틱스 소속으로 메이저 리그 데뷔전을 치렀는데, 구원 등판해 3+1⁄3이닝 동안 3실점했으며 팀은 상대팀 미네소타 트윈스에게 8–7로 패했다. 그해 애슬레틱스에서 9차례 구원 등판해 무승 1패, 8.81의 평균자책점을 기록했다.
1965년 9월 10일, 볼티모어 오리올스전에서 구원 등판해 6이닝을 소화하며 1자책점만을 허용하면서 삼진은 3개를 잡아내 소속팀의 10–5 승리에 기여했다.
애커의 커리어 하이 시즌은 애슬레틱스 시절이던 1966년으로, 32세이브로 아메리칸 리그(AL) 세이브 1위를 했는데 이는 1970년까지 메이저 리그 단일 시즌 최다 세이브 기록이었다. 또한 57번 경기를 마무리하고 평균자책점 1.99를 기록하는 등의 활약으로 최우수 선수상(MVP) 투표 13위에 올랐으며, 《스포팅 뉴스》가 선정하는 AL 스포팅 뉴스 올해의 구원 투수 상도 수상했다.
1966년 9월 7일, 애커는 캘리포니아 에인절스와의 경기에서 구원 등판해 3+2⁄3이닝 동안 무실점하며 시즌 30세이브째를 올렸다.
1967년 4월 29일에는 15회까지 진행된 보스턴 레드삭스전에서 팀의 마지막 투수로 나와 8+1⁄3이닝을 던지며 자신의 커리어 하이인 8명의 타자를 상대로 탈삼진을 잡아내는 동시에 2실점만을 허용했다.
1968년 4월 24일, 오클랜드–알라메다 카운티 콜리시엄에서 치러지는 역대 다섯 번째 야구 경기에서, 에커는 팀의 마지막 5이닝 동안 투구하며 무실점으로 호투했고 소속팀은 뉴욕 양키스를 상대로 11회까지 가는 승부 끝에 승리했다.
소속팀 노조 선수 대표였던 애커는 찰리 핀리 애슬레틱스 구단주와 여러 차례 충돌한 후 1968년 메이저 리그 베이스볼 확장 드래프트에서 24순위로 시애틀 파일럿츠의 지명을 받아 이적하게 되었다. 1969년 4월 8일, 애커는 캘리포니아 에인절스전에서 구단 역사상 첫 세이브를 챙기며 팀의 4–3 승리를 지켰다. 하지만 이후 부진하며 파일럿츠 소속으로 15경기에서 무승 2패, 7.56의 평균자책점을 기록했다.
같은 해 5월 20일 애커는 프레드 탤벗의 맞상대로 뉴욕 양키스에 트레이드되었다. 트레이드 이후 양키스에서 33이닝 연속 무실점을 기록했는데, 이는 오늘날에도 양키스 정규 시즌 최다 연속 이닝 무실점 기록으로 남아있다. 1969년과 1970년 사이에 선수 경력이 달린 허리 수술을 받았음에도 불구하고, 두 시즌 연속 2.06의 평균자책점을 기록했고 양키스 선수단 내에서 가장 많은 세이브를 따냈다.
이후 계속해서 양키스 불펜의 주축 투수로 활약하다가 1972년에 소속팀이 스파키 라일을 보스턴에서 영입하면서 팀 내 역할이 축소되었고, 같은 해 5월 17일 현금 트레이드로 시카고 컵스로 이적하게 되었다. 1972년부터 세 시즌 동안 주로 내셔널 리그에서 뛰었고, 1974년 4월 8일 예전 팀 동료 행크 에런의 역사적인 통산 715호 홈런이 터졌을 당시 타구가 떨어진 곳에서 거리가 얼마 안되는 불펜에 서 있었다.
애커는 선수 생활을 마친 후 1975년부터 1985년까지 마이너 리그 베이스볼 팀의 감독직을 맡았고, 1982년에는 뉴욕 메츠 산하의 타이드워터 타이즈의 인터내셔널 리그 우승컵인 거버너스컵을 들어올렸다. 1985년부터 1987년까지는 클리블랜드 인디언스의 투수 코치를 맡았다. 1988년 이후 자녀를 돌보기 위해 프로 야구계를 떠났으며, 이후 20년간 '잭 애커 야구 아카데미'를 운영하며 야구를 가르쳤다.
1997년, 애커는 애리조나주와 뉴멕시코주의 보호구역에서 위기에 처한 아메리칸 원주민 어린이를 대상으로 한 지도를 인정받아 빌 클린턴 대통령으로부터 '자이언트 스텝 상'(Giant Steps Award)를 수상했다. 애커는 포타와토미족 혈통이다.